# Macrotyphula fistulosa
Macrotyphula fistulosa es una especie de hongos Agaricales perteneciente a la familia Typhulaceae.

## Características
Esta especie se distribuye por España, no es comestible, su color es beige (canela), su tamaño no sobrepasa los 20 cm, son ahuecados, su crecimiento se desarrolla en las hojarascas y en madera podrida de los bosques.